# Symphytopterus
Symphytopterus (лат.) — ископаемый род перепончатокрылых насекомых семейства Ephialtitidae (Stephanoidea) из подотряда стебельчатобрюхие. Юрский период, Германия, Казахстан, Китай.

## Описание
Мелкие и среднего размера ископаемые перепончатокрылые (длина от 6 до 12,5 мм). Усики тонкие, состоят из 13-24 члеников. Голова увеличена в области висков (вздута). Брюшко не цилиндрическое, границы сегментов явные. Переднее крыло с развитым жилкованием, имеются 2r-m, 3r-m и a1-a2. Заднее крыло с замкнутой r-ячейкой. Яйцеклад короткий. Найдены в ископаемых остатках юрского периода Казахстана (Каратау, около 160 млн лет), а также в Германии (183 млн лет) и Китае (около 160 млн лет).

## Систематика
Род Symphytopterus был впервые описан в 1975 году российским энтомологом А. П. Расницыным (Палеонтологический институт РАН, Москва) по ископаемым отпечаткам из Каратау (Казахстан). Включён в состав семейства †Ephialtitidae (Apocrita). Среди сестринских таксонов рассматриваются Acephialtitia, Cratephialtites, Ephialtites, Praeproapocritus, Proapocritus.

### Список видов
- †Symphytopterus ater Rasnitsyn, 1975
- †Symphytopterus clavicornis Rasnitsyn, 1975
- †Symphytopterus dubius (Rasnitsyn, 1963) =Anaxyela dubia[4]
- †Symphytopterus geniculatus Rasnitsyn, 1975
- †Symphytopterus graciler Wang et al., 2015[5]
- †Symphytopterus liasinus Zessin, 1985 =Sippelipterus liasinus[6]
- †Symphytopterus macrophthalmus Rasnitsyn, 1975
- †Symphytopterus minutus Rasnitsyn, 1975
- †Symphytopterus nigricornis Rasnitsyn, 1975
- †Symphytopterus nigridorsatus Rasnitsyn, 1975
- †Symphytopterus nigripes Rasnitsyn, 1975
- †Symphytopterus obliquus Rasnitsyn, 1975
- †Symphytopterus oculatus Rasnitsyn, 1975
- †Symphytopterus pallicornis Rasnitsyn, 1975
- †Symphytopterus pallipes Rasnitsyn, 1975
- †Symphytopterus robustus Rasnitsyn, 1975